# Semmy Schilt
Semmy (Sem) Schilt (Rotterdam, 27 oktober 1973) is een Nederlands voormalig Ashihara-karateka, kickbokser en MMA-vechter. Met vier behaalde K-1-wereldtitels (2005, 2006, 2007 en 2009) en het winnen van de Glory Heavyweight Grand Slam in 2012 geldt hij als een van de meest succesvolle zwaargewicht kickboksers aller tijden. Ernesto Hoost is de enige andere kickbokser die de K-1-wereldtitel vier keer wist te winnen.
Schilt stond als beroepsvechter onder contract bij Team Golden Glory. Kenmerkend voor zijn stijl waren het benutten van zijn enorme lengte van 2 meter 12 en het gebruik van jabs en front kicks.
In het MMA kwam Schilt uit in gevechten van PRIDE, UFC en Pancrase. Hij won driemaal de titel King of Pancrase en was tweemaal daidojuko-kampioen.

## K-1 World Grand Prix
Schilt won de K-1 World Grand Prix Final in 2005. In de eerste ronde won hij van de Nieuw-Zeelander Ray Sefo. In de tweede ronde werd regerend kampioen Remy Bonjasky verslagen, waarop Schilt in de finale de Braziliaan Glaube Feitosa versloeg.
Hij won de K-1 World Grand Prix Final in 2006, deze keer door in de finale Peter Aerts te verslaan.
Op 4 maart 2007 veroverde hij de toen recentelijk ingevoerde Super Heavyweight Belt, door als eerste persoon Ray Sefo knock-out te slaan. Tevens was dit het eerste K-1-gevecht waarin hij zelf neerging.
Schilt won de K-1 World Grand Prix Final in 2007 door achtereenvolgens Glaube Feitosa (op beslissing van de jury), Jérôme Le Banner (technisch knock-out in de tweede ronde) en Peter Aerts te verslaan. Hij raakte Aerts in de eerste ronde van de finale met drie tikken op het hoofd. Bij de derde tik verdraaide Aerts zijn knie zodanig dat hij niet meer verder kon. Door deze overwinning won Schilt voor de derde keer op rij de titel. Een gooi naar een vierde titel op rij kon hij niet doen. Schilt verloor bij de 'Final Elimination' in Seoel van Peter Aerts en was daarmee uitgeschakeld voor de grote WGP-finale van 2008.
Hij won de K-1 World Grand Prix Final in 2009 door achtereenvolgens Jérôme Le Banner, Remy Bonjasky en in de finale Badr Hari met een knock out te verslaan. Tegen laatstgenoemde nam Schilt revanche voor de eerder verloren partij bij It's Showtime in de Amsterdam ArenA. Met zijn vierde K-1-titel kwam hij op gelijke hoogte met Ernesto Hoost.
Met die overwinningen hoort hij, samen met Ernesto Hoost (4x), Peter Aerts (3x) en Remy Bonjasky (3x), bij het kleine gezelschap vechters ter wereld die minstens drie keer de K-1 World Grand Prix won. Schilt is de enige die deze titel drie keer op rij wist te bemachtigen.

## Glory Grand Slam
Op 31 december 2012 won Semmy Schilt de Glory Grand Slam Finals, de officieuze opvolger van de K-1. In afwijking van de K-1 Grand Prix, waren er vier gewonnen gevechten nodig om het toernooi te winnen. Hij versloeg achtereenvolgens Fransman Brice Guidon (KO 2e ronde), landgenoot Rico Verhoeven (op punten), Gökhan Saki (op punten) en in de finale Roemeen Daniel Ghita (KO 1e ronde, trap tegen het hoofd).

## Einde vechtsportcarrière
In juni 2013 kwam het nieuws naar buiten dat Semmy Schilt een punt zet achter zijn vechtsportcarrière. Een nieuwe uitdaging en droom volgde, zijn eigen sportschool in Zuidlaren.

## Prijzen/onderscheidingen
- 3× Drents Sportman van het Jaar (2006, 2007, 2012)
- opgenomen in de Glory Hall of Fame (2022)[2]

## Trivia
- Semmy Schilts opkomstmuziek was het nummer 2 Hot 2 Handle van Algerino. Deze rapcore-track is speciaal gemaakt voor Team Golden Glory.
- Schilt maakte zijn debuut als acteur in de actiefilm Transporter 3. Hij speelde een klein rolletje als 'The Giant' in een scène waarin hij het in een gevecht opneemt tegen hoofdpersoon Frank Martin, gespeeld door Jason Statham. Andere filmrollen die hij had waren in Nova Zembla en Black Out.
- De KRO maakte voor het tv-programma Brandpunt een profiel van Sem Schilt, dat op 17 oktober 2010 werd uitgezonden.
- Schilt speelde een rolletje als vechtersbaas met een piepstemmetje in een aflevering van de Nederlandse komedieserie Popoz.

## Filmografie
- Flikken Maastricht
- Transporter 3 (2008)
- Nova Zembla (2011)
- Amsterdam Heavy (2011)
- Black Out (2012)
- T.I.M. (The Incredible Machine) (2014)
- Flikken Rotterdam (2022)